# Michel Kameni
Pour les articles homonymes, voir Kameni.
Michel Kameni (Papa Mi) est un photographe autodidacte camerounais né à Bafang en 1935, et mort en mai 2020 à Yaoundé. Il installe un studio photo commercial à Yaoundé en septembre 1963. Sa grande collection d'archives photos sort de l'anonymat à la suite d'une rencontre fortuite avec un cinéaste documentariste français. 

## Biographie

### Enfance et débuts
Michel Kameni naît en 1935 à Bafang à l'ouest du Cameroun, en pays Bamiléké. Il grandit et est destiné au métier de berger des chèvres.

### Carrière
Michel Kameni s'installe à Yaoundé, la capitale du Cameroun, avant les indépendances. Son oncle, photographe militaire et ancien combattant dans l'armée française le persuade de quitter son village dans l'ouest Cameroun pour venir à Yaoundé. Après une formation par son oncle, il est engagé par l'administration coloniale française pour faire des photos pour le compte de l'armée d'occupation.
Après l'indépendance et encouragé par son oncle, il commence une carrière indépendante de photographe de rue, il ouvre ensuite son Studio K.M. à Yaoundé en septembre 1963. Les voisins, citadins, paysans, voyageurs, familles, amoureux, toutes les composantes de la société vont défiler devant son objectif jusqu’aux années 80, pour faire une photo-portrait, des photos d’identité pour documents officiels (cartes d'identités, …), des photos pour marquer un événement.

### Notoriété fortuite
Benjamin Hoffman, photographe documentariste et cinéaste, le rencontre par hasard lors d'un voyage au Cameroun. Présent à Yaoundé pour un film documentaire, il se retrouve bloqué dans les embouteillages à Yaoundé  près du photo studio de Michel Kameni. Par curiosité, il sort du taxi et découvre, en compagnie d'un des fils de Michel Kameni, un fonds d'archives photos et des négatifs qui représentent toute une carrière de portraitiste. Ces archives mettent en lumière l'évolution et la diversité vestimentaire contemporaine de Yaoundé. Ce fonds attire la curiosité de Hoffman. 
Les deux hommes se lient d'amitié après un an passé à essayer de rencontrer le photographe désormais retraité. À travers Hoffman, le travail de Michel Kameni reçoit une nouvelle vie lors d'expositions à Tel Aviv, Yaoundé et Londres en 2019 et 2020.
Michel Kameni succombe à une infection pulmonaire à la fin du mois de mai 2020.

## Œuvre

### Fonds photographique
Gardant méticuleusement ses négatifs et ses tirages dans ses archives, il conserve entre les années 1960 et 1980 environ 130.000 clichés. Avec l’arrivée de la photo numérique l’activité du studio baisse. 
L'importante production au style unique et créatif raconte les transitions du Cameroun, ses particularités, ses rêves et les influences qui l’ont traversé. 
Ces photos montrent aussi l'art et l'inventivité du portraitiste, son aptitude à mettre ses sujets en scène.
Il a ainsi des collections de photos de : 
- groupes de bandits qui venaient poser spontanément
- des bandits en prison (photos faites pour le compte de la police)
- des deuils avec mises en place des proches autour du défunt
- des  fiançailles[9]
- des albinos
- imitations vestimentaires à la John Wayne et Zorro vue à la salle de cinéma Rex[10] à Yaoundé

## Expositions
- 2019 : 1-54 Contemporary African Art Fair London
- 2020 : Musée National de Yaoundé
- 2020 :  African Studies Gallery

### Studio Michel Kameni
Il ouvre un portail sur internet qui propose progressivement des clichés de sa collection.